# RMS Empress of Australia (1919)
«Імператриця Австралії» (англ. RMS Empress of Australia) — пасажирське судно-океанський лайнер, який побудувала компанія AG Vulcan Stettin у Штеттіні на замовлення компанії Hamburg America Line у 1913—1919 роках.

## Історія служби
Пасажирський лайнер будувала на замовлення компанії Hamburg America Line німецька суднобудівна фірма Vulcan AG shipyard на корабельні у Штеттін. Частково збудований лайнер, що отримав ім'я на честь відомого німецького адмірала фон Тірпіца, був спущений на воду 20 грудня 1913 року, подальшому будівництву завадила Перша світова війна. Перший вихід в море стався 1 грудня 1919 року.
1921 році судно викупила канадська компанія Canadian Pacific Railway. Його модернізуваали у корабельні John Brown & Company в Шотландії в Клайдбанку, в Західному Данбартонширі. 1922 року вийшов з Грінока до Тихого океану через Панамський канал.
Після 20 вояжів в акваторії Тихого океану, Canadian Pacific відправило судно на капітальне переобладнання через погані ходові якості судна. 9 вересня 1926 року «Імператриця Австралії» прибула до Глазго, де її поставили в док Fairfield Shipbuilding and Engineering Company. Судно повністю реконструювали зі зміною усіх основних складових, зокрема корабельної рушійної установки. Після завершення модернізації судно показало швидкість 20,34 вузла (37,67 км/год) і потребувало значно менших обсягів паливо-мастильних матеріалів.
25 червня 1927 року, після того, як керівництво компанії вирішило перевести «Імператрицю Австралії» на Атлантичний океан, судно вийшло з Саутгемптона до Квебека у перший вояж. На борту перебували принц Уельський та принц Джордж, герцог Кентський. Разом на маршрутах в Атлантиці діяли ще два лайнери компанії «Імператриця Шотландії» та «Імператриця Франції».